# 文公 (邾)
文公（ぶんこう、? - 紀元前615年）は、春秋時代の邾の君主。姓は曹、諱は蘧蒢。

## 生涯
邾子瑣（憲公）の子として生まれた。紀元前666年、憲公が死去すると、翌年に文公が即位した。紀元前659年、斉の桓公を盟主とする檉の会盟に人を派遣した。紀元前641年、宋の襄公を盟主とする曹南の会盟に人を派遣した。宋の襄公に鄫子を次睢の社の犠牲に用いるよう命じられた。紀元前639年、須句を滅ぼした。紀元前638年、魯と升陘で戦って破った。紀元前632年、晋の文公を盟主とする温の会盟に人を派遣した。紀元前615年5月、文公は死去した。